# ماندینکا
ماندینکا (به انگلیسی: Mandinka)، یا مالینکه (به انگلیسی: Malinke)، یک گروه قومی در غرب آفریقا است که مردمانش عمدتاً در جنوب مالی، شرق گینه و شمال ساحل عاج زندگی می‌کنند. تعداد آنها در حدود ۱۸ میلیون نفر است، آنها از بزرگترین زیر گروه مردم مانده گروه‌های قومی آفریقا هستند. تعدادی آنها به زبان ماندینکایی صحبت می‌کنند، که یکی از زبانهای ماندینگ غربی در خانواده زبان ماندیکایی‌ها است. بیش از ۹۹٪ مردم ماندینکایی مسلمان هستند.

## پیدایش
تاریخ پیدایش مردم ماندینکایی، به منطقه مانده بازمی‌گردد. این منطقه به جنوب مالی و گینه قرار دارد.